# Dissotrocha guyanensis
Dissotrocha guyanensis är en hjuldjursart som beskrevs av Rougier och Pourriot 2006. Dissotrocha guyanensis ingår i släktet Dissotrocha och familjen Philodinidae. Inga underarter finns listade i Catalogue of Life.